# Þorgrímur Grímólfsson
Þorgrímur Grímólfsson (Thorgrimur, n. 885) fue un caudillo vikingo de Ogdum, Rogaland, Noruega que emigró a Islandia donde fue uno de los primeros colonos de Norður-Ísafjarðarsýsla en Islandia. Era hijo de Grímólfur y Kormlóður Kjarvelsdottir, una hija del rey de Osraige, Kjarvalr Írakonungr. Þorgrímur se convirtió en el primer goði del clan familiar de los Ölfusingar, título que también ostentó su hijo Eyvindur Þorgrímsson.